# Castello Aragonese d'Ischia
El Castello Aragonese  és una  fortificació medieval que es troba en un illot situat a la part oriental d'Ischia (en les illes Flegrees), a l'extrem nord del Golf de Nàpols, Itàlia.
L'illot està connectat a Ischia per mitjà d'un pont de 220  metres, conegut anteriorment com a  Borgo diu Celsa , ara conegut com el Pont Aragonès. L'illot sobre el qual es va construir el castell prové d'una  erupció produïda fa més de 300.000 anys. Aconsegueix una alçada de 113 metres sobre el nivell de la mar i té una superfície d'aproximadament 56.000 m².  Geològicament és una bombolla de magma que es va consolidar durant les erupcions.
Una forma d'accedir al castell és a través d'un túnel excavat a la roca fet durant el segle xv per  Alfons el Magnànim, que té 400 metres de llarg i estava il·luminat per  lluernes d'oli. Abans del túnel, l'únic accés possible era pel mar a través d'una escala situada a la banda nord de l'illot. Els catalans van utilitzar la primera secció de l'escala per llençar oli calent, pedres i altres materials sobre els atacants. La següent secció és una pendent cap a dalt a l'aire lliure que condueix fins al cim de l'illa. A partir d'aquest camí hi ha senders més petits que condueixen a diversos edificis i jardins. Des dels  anys setanta, també hi ha un ascensor, el camí està tallat a la roca i arriba als 60 metres sobre el nivell del mar.

## Història

### Orígens
La construcció del castell es remunta al 474 a. C., sota el nom de  Castrum Gironis , o "Castell de Hieró", en honor del seu fundador. En aquest any, el  grec Hieró, el tirà de Siracusa, va prestar ajuda amb la seva flota a Cumes en la guerra contra els etruscos, acabant en la victòria Cumani, que es va donar en les aigües de Lacco Ameno. Els habitants de Cumes van decidir premiar l'aliat cedint-li tota l'illa.
La fortalesa va ser ocupada posteriorment per Nàpols, però l'any 315 a. C., els  romans van aconseguir conquerir l'illa, lloc on van fundar la colònia de  Aenaria.  El castell es va utilitzar com a fortalesa defensiva, i també es van construir algunes cases i torres per vigilar el moviment de les naus enemigues.
En els segles següents, la fortalesa de Hieró es va transformar radicalment, amb la finalitat de servir com a refugi segur per a la població contra els saquejos de  visigots, vàndals, gots i  àrabs.

### Dominis posteriors
- 1036, el "Castel Gerona" va ser habitat per "Marino Melluso", comte d'Ischia.
- 1134 - 1194, pels normands
- 1194 - 1265 pels  Hohenstaufen
- 1265 - 1282 pels Anjou
- 1284 - Ischia (anomenada Iscla en la crònica) i Capri es rendeixen a l'estol de Roger de Llúria.[2]
- 1285-1302 - Ischia ocupada per aragonesos i catalans de Sicília.[3]
- L'erupció de l'Arso de 1301 va proporcionar un poderós incentiu per al desenvolupament dels assentaments urbans. Després de la destrucció de la ciutat, els ischitans es van refugiar al castell que garantia tranquil·litat i seguretat, creant un refugi en el qual viure.
- L'any 1441, Alfons V d'Aragó connectà l'illa amb la costa mitjançant un pont de pedra que va substituir l'antic pont de fusta i ho va fortificar tot per evitar els atacs dels pirates. Anomenà el castell  Regium Castrum  o Castell reial" i el va cedir a  Lucrezia d'Alagni , la seua favorita, que el va fer governar pel seu cunyat  Giovanni Toriglia , que seria derrotat a Rotaro per  Ferran I, successor d'Alfons.  Giovanni Toriglia  era aliat de Joan II de Lorena, fill de Renat I d'Anjou i d'Isabel de Lorena. En ser nomenat el seu pare rei de Nàpols, ell obtingué el títol de duc de Calàbria. El 1466, Renat fou declarat rei dels catalans en el context de la guerra contra Joan II i Joan participà en les lluites successòries catalanes morint a Catalunya.
- Al voltant de 1700, hi havia tretze esglésies amb un convent de Pobres Clarisses, una abadia i una guarnició amb les seves famílies.
- L'any 1912, el castell es va vendre a un propietari privat, i avui és el monument més visitat de l'illa. S'hi accedeix a través d'un ampli túnel amb obertures que deixen veure la llum del dia. Al llarg d'aquest túnel hi ha una capella dedicada a Joan Josep de la Creu, el patró de l'illa.

## Església de la Immaculada Concepció

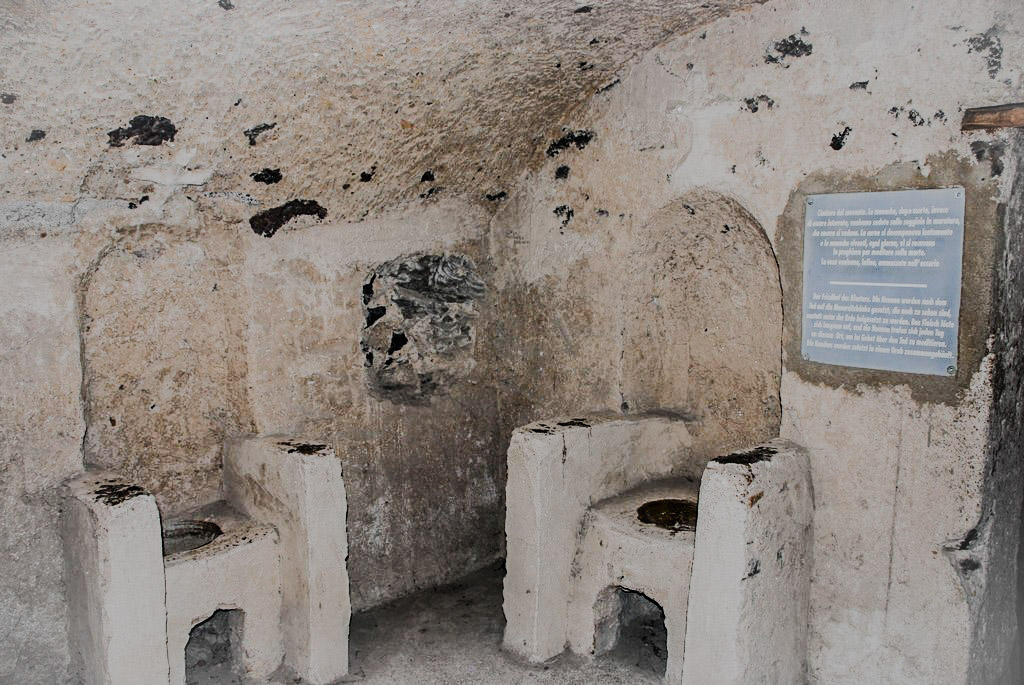
Putridarium amb els scolatoi

El 1576, Beatrice Quadra va erigir el monestir de Santa Maria de la Consolació, per a les nenes nobles de l'illa. Les pobres Clarisses, que vivien en aquest convent, van iniciar el 1737 la construcció de l'Església de la Immaculada Concepció per substituir una antiga capella, però mai es va completar.
Avui queda la bonica cúpula i el putridarium, on trobem els scolatoi, cadires foradades de pedra sobre les quals asseiem les germanes mortes fins que només quedaven els ossos, després traslladats a l'ossera. A principis del segle xix, les germanes que quedaven es van retirar al convent de S. Antoni, on l'ultima va morir el 1991.

## Galeria

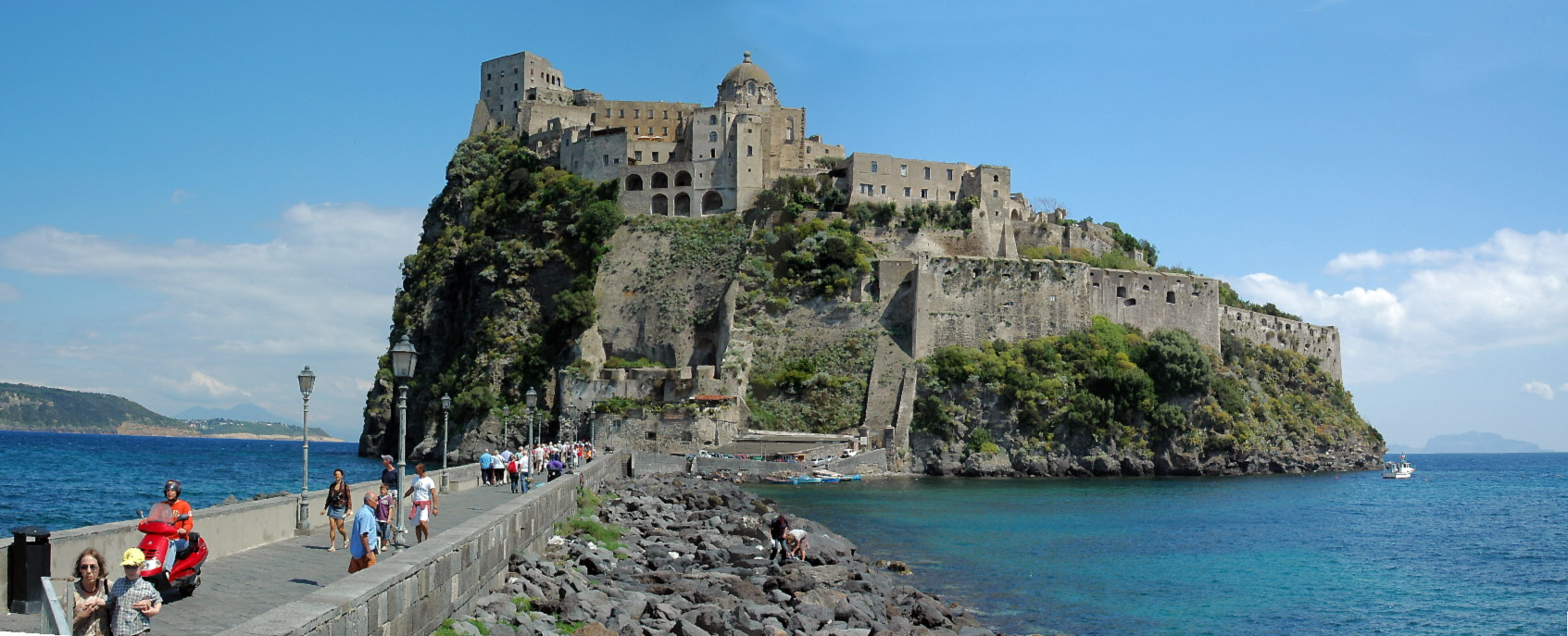
El Castello Aragonese.
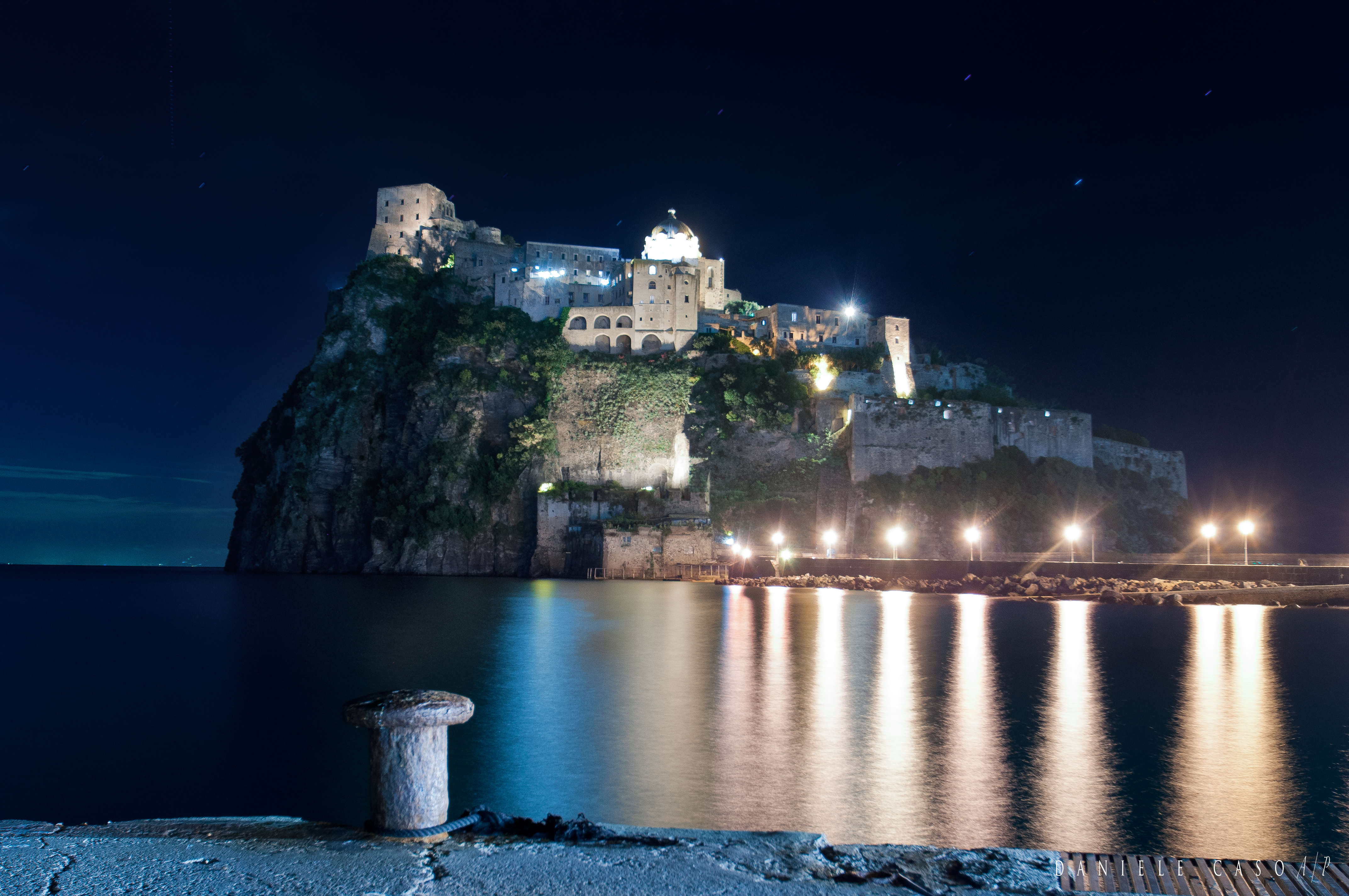
Costat sud del castell de nit.
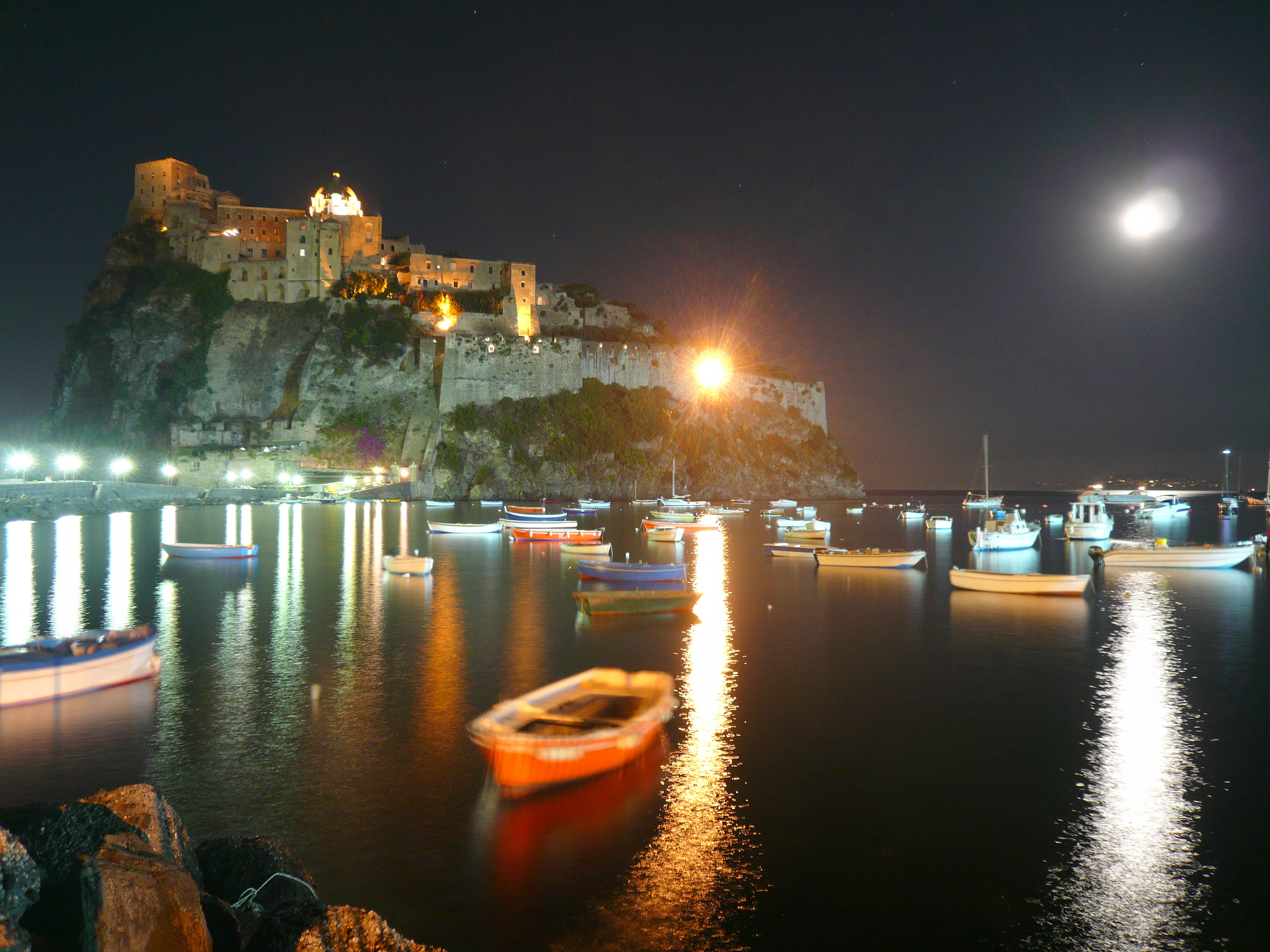
El Castello Aragonese de nit.
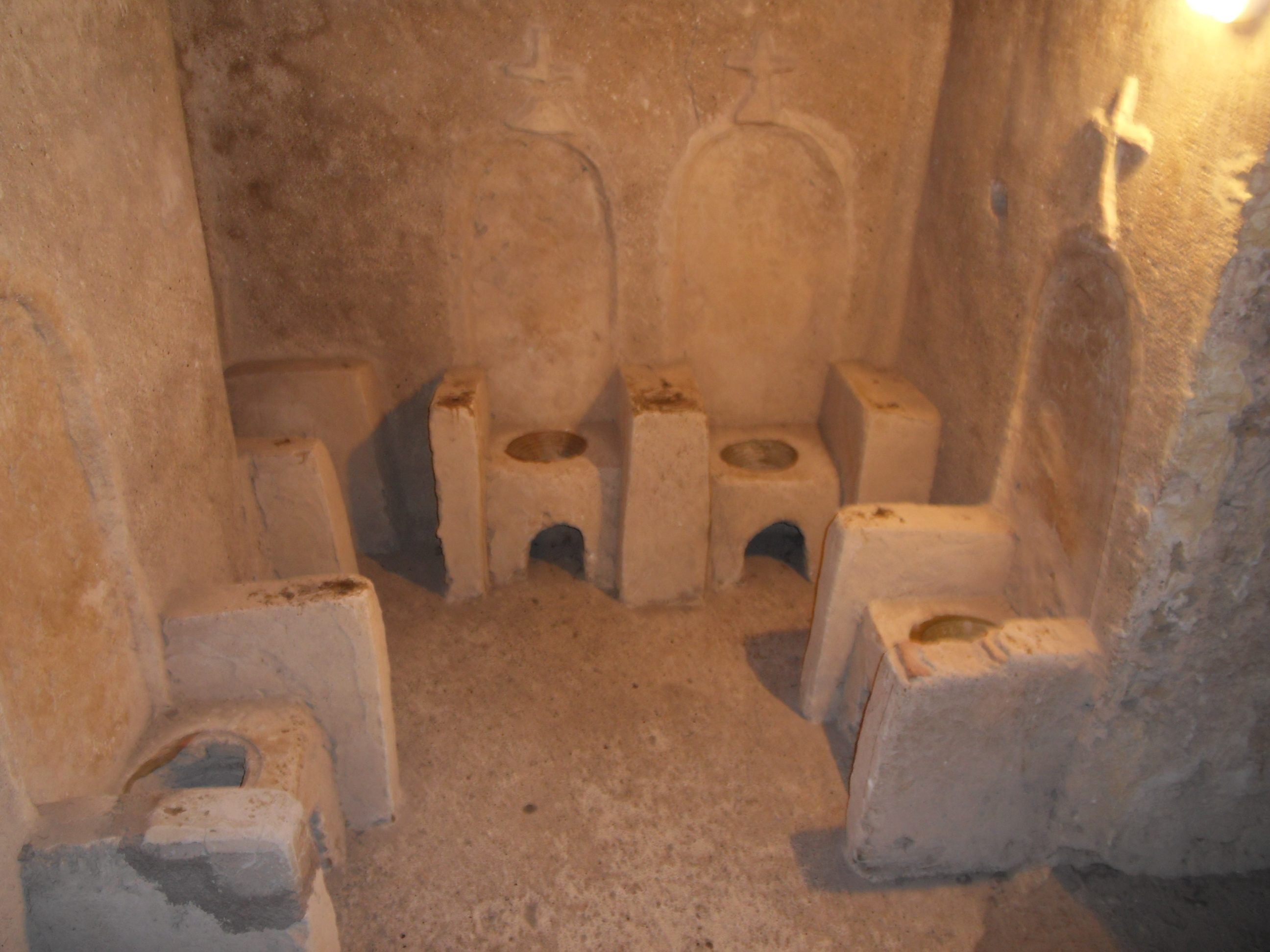
Seients de pedra a l'interior del Cementiri de les Clarisses.
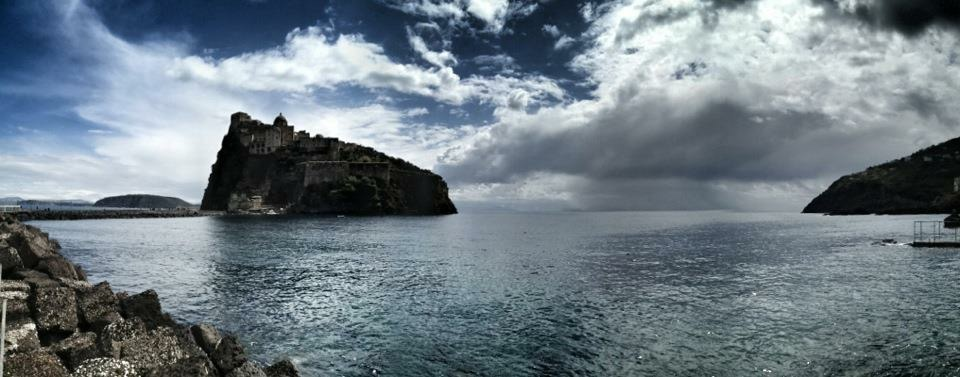
Macrovista del Castello Aragonese.